# Вейсман, Август
Фри́дрих Леопо́льд А́вгуст Ве́йсман (нем. Friedrich Leopold August Weismann; 17 января 1834, Франкфурт-на-Майне — 5 ноября 1914, Фрайбург) — немецкий зоолог, профессор и теоретик эволюционного учения.

## Биография
Родился 17 января 1834 года во Франкфурте-на-Майне.
Учился в Гёттингенском университете (1852—1856).
До 1860 работал врачом в Ростоке и Франкфурте-на-Майне, участвовал в австро-итало-французской войне 1859 года.
Занялся зоологией, стажировался у Р. Лейкарта (Гисенский университет, 1860—1861) и у А. Мильн-Эдвардса и И. Жоффруа Сент-Илера (Парижский университет).
С 1863 приват-доцент, в 1873—1912 профессор Фрайбургского университета.
Ранние работы посвящены гистологии мышечной ткани, развитию насекомых, биологии пресноводных организмов.
С конца 1860-х годов перешёл в основном к теоретическим исследованиям, посвящённым защите, обоснованию и развитию учения Ч. Дарвина. Стоя на позициях материализма, Вейсман отстаивал механистическое понимание жизненных явлений.
Выступая против витализма, отвергал ламаркизм, признававший изначально целесообразное реагирование живых существ на воздействия среды (см. Телеология) и наследование возникших таким путём изменений. Вейсман справедливо утверждал, что вопрос о наследовании приобретённых признаков может быть решён только с помощью опыта, и экспериментально показал ненаследуемость механических повреждений.
Вейсман — автор умозрительных теорий наследственности и индивидуального развития, неверных в деталях, но в принципе предвосхитивших современные представления о дискретности носителей наследственной информации и их связи с хромосомами, а также концепции о роли наследственных задатков в индивидуальном развитии.
Скончался 5 ноября 1914 года во Фрайбурге.
В 1948—1965 годах созданное Вейсманом эволюционное учение, названное им неодарвинизмом, последователями Лысенко было объявлено в СССР антинаучным и реакционным (см. Лысенковщина).

## Отрицаниеламаркизма

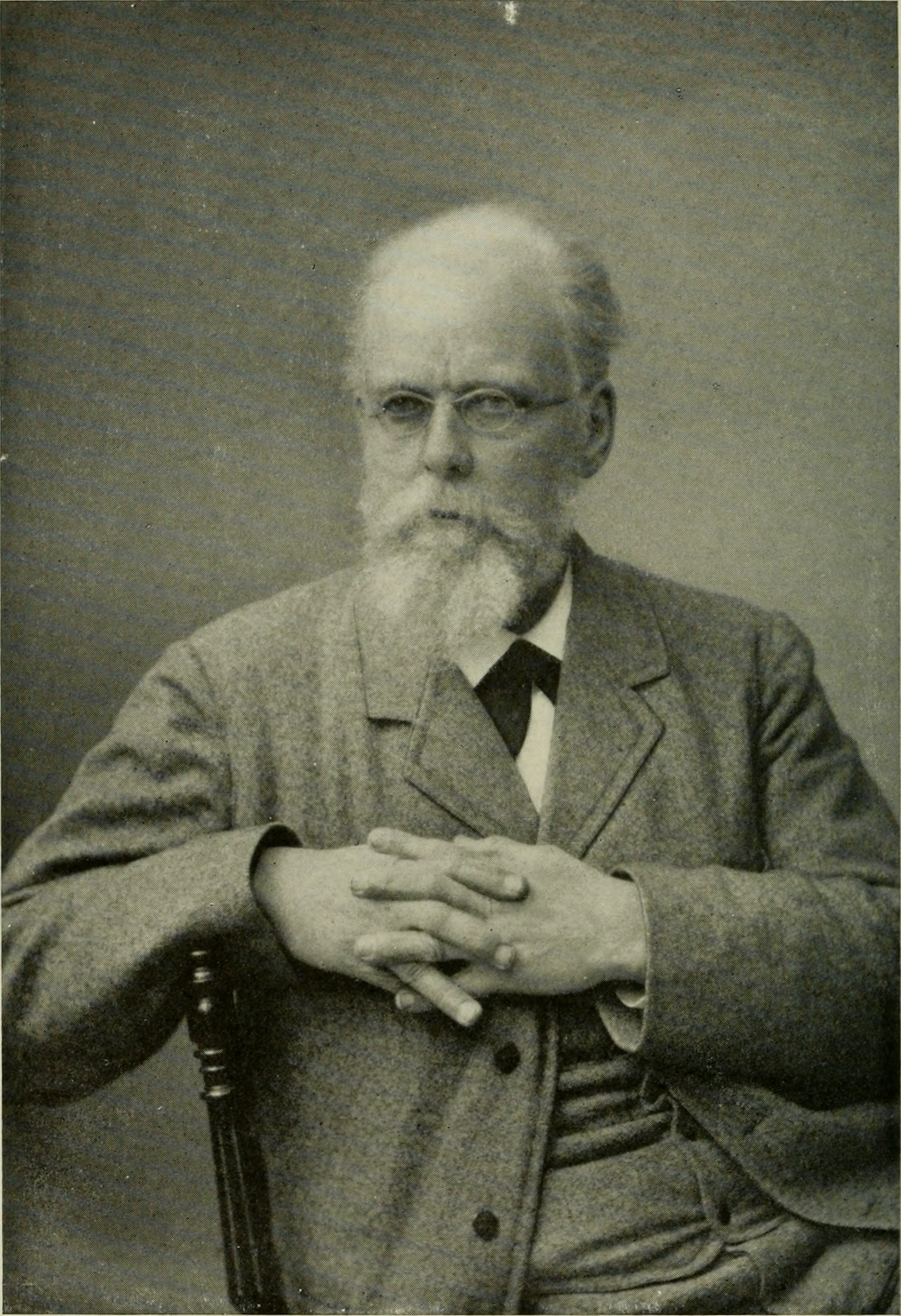
Август Вейсман

Август Вейсман, первоначально разделявший идею Ламарка о наследовании приобретённых признаков, впоследствии стал решительным её противником, так описав изменение своих взглядов: 

«Как же могут сообщиться зародышевой клетке, лежащей внутри тела, изменения, произошедшие в мускуле благодаря его упражнению, или уменьшение, испытанное органом от неупотребления, и притом ещё сообщаться так, чтобы впоследствии, когда эта клетка вырастет в новый организм, она на соответствующем мускуле и на соответствующей части тела из самой себя произвела те же самые изменения, какие возникли у родителей в результате употребления или неупотребления? Вот вопрос, который встал передо мной уже давно и который, по дальнейшем его обдумывании, привел меня к полному отрицанию такой наследственной передачи приобретенных свойств» (А. Вейсман, 1905, стр. 301—302).
Вейсман предложил для рассмотрения два варианта передачи изменений тела половым клеткам: 

«Или предсуществующие проводящие пути, по которым половых клеток достигает совершенно непостижимое влияние, или отделение от изменённого органа материальных частиц, принимающих участие в построении зародышевой плазмы; третьего не дано» (А. Weismann, 1892, стр. 515).
Вейсман считал «фантастическим» предположение, что каждая клетка тела связана нервом с каждой половой клеткой. Принимаемое Ч. Дарвином предположение, что каждая клетка тела отделяет специфические геммулы, собирающиеся в половых клетках, Вейсман также считал невероятным.